# Adobo

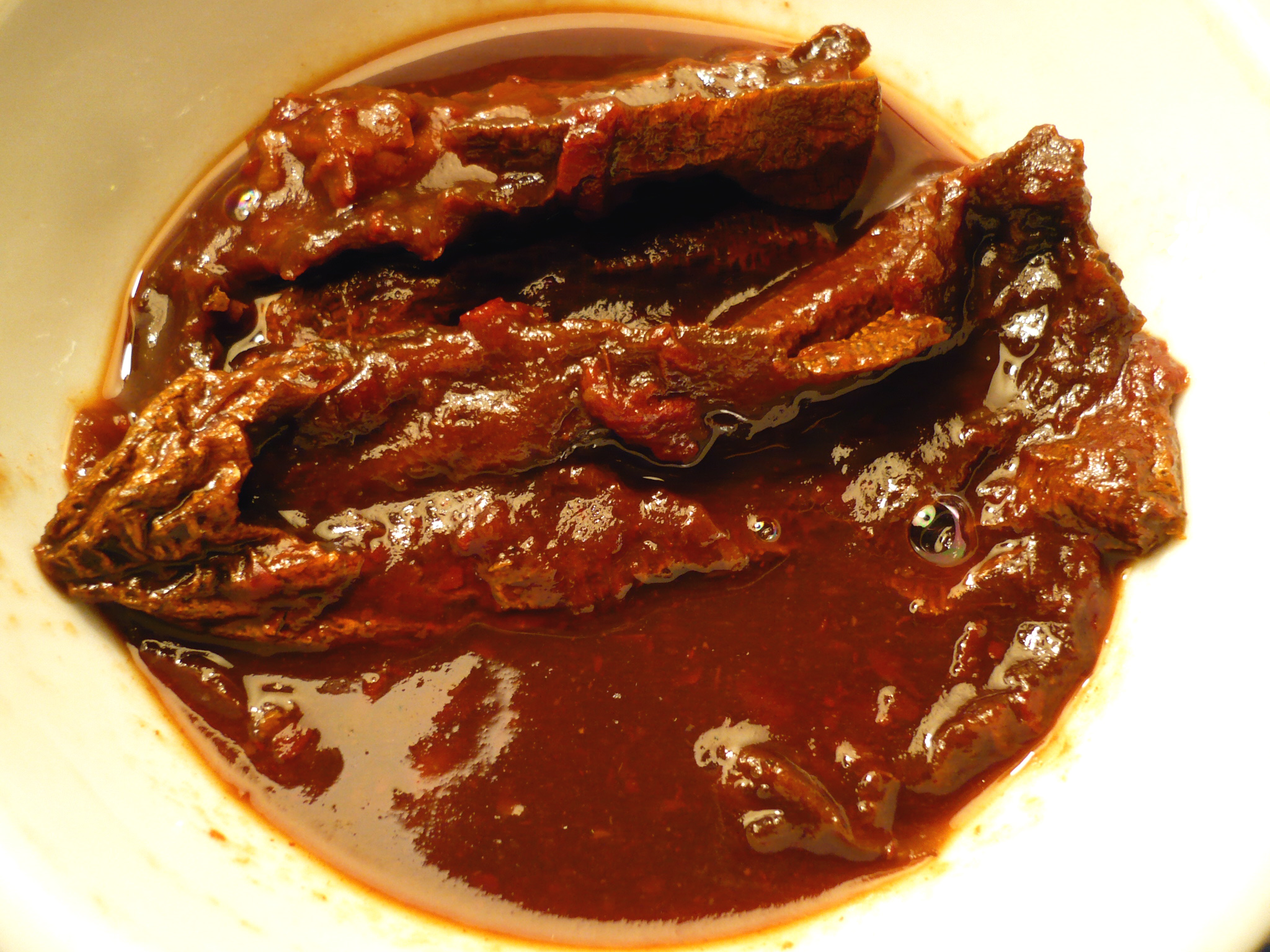
Chipotles en adobo

Adobo ist ein spanischer Begriff, der allgemein für Würze oder Marinade steht und eine Marinaden- oder  Würzmischung beschreibt. Mit Adobo mariniertes oder gewürztes Fleisch bezeichnet man als Adobada.
Adobo steht zum Beispiel für marinierte Gerichte wie Chipotles en adobo, das aus Chipotle-Chilischoten besteht und mit einer reichhaltigen, geschmacksintensiven Tomatensoße mariniert ist.
Das Gericht ist in verschiedenen Regionen Lateinamerikas, in Mexiko, Peru, Ecuador, Bolivien, auf den Philippinen und in Spanien verbreitet, wobei jeweils Schweinefleisch, Gewürze und spezieller Paprika verwendet werden.

## Ursprünge
Das spanische Adobo entstand aus der Notwendigkeit, Fleisch haltbar zu machen. Dazu wurde es in einer Marinade aus Essig, Olivenöl, Knoblauch, Thymian, Lorbeerblättern Oregano Paprika und Salz eingelegt. Mit der spanischen Kolonialisierung kam diese Methode nach Amerika, wobei die konservierende Wirkung des in Parika und Chilis enthaltenen, antibiotischen Capsaicins hilfreich war.
Durch das lange Marinieren unterscheidet sich diese ursprüngliche Art des Adobos von z. B. dem philippinischen, bei dem mit Adobo ein Kochverfahren bezeichnet wird.

## Adobo in puerto-ricanischem Stil
Adobo nennt man in Puerto Rico ein mit Gewürzen versetztes Salz. Fleisch und Fisch werden in der Regel vor dem Braten, Grillen oder Frittieren damit bestreut oder eingerieben. Supermärkte verkaufen vorbereitete Mischungen, beispielsweise unter dem Namen Goya. Es gibt zwei Arten von Adobo auf der Insel: eine feuchte Marinade mit dem Namen Adobo Mojado, die aus einer Mischung aus gehacktem Knoblauch, Olivenöl, Salz, schwarzem Pfeffer, getrocknetem Oregano, einer Zitrusfrucht bzw. Essig oder einer Mischung aus Zitrusfrüchten und Essig besteht, sowie eine trockene Gewürzmischung namens Adobo Seco, die aus einer Mischung aus Knoblauch in Pulverform, Zwiebelpulver, Salz, schwarzem Pfeffer, trockenem Oregano und manchmal getrockneten Schalen von Zitrusfrüchten besteht. Die trockene Mischung ist einfacher zusammenzustellen und länger haltbar.

## Adobo in philippinischem Stil

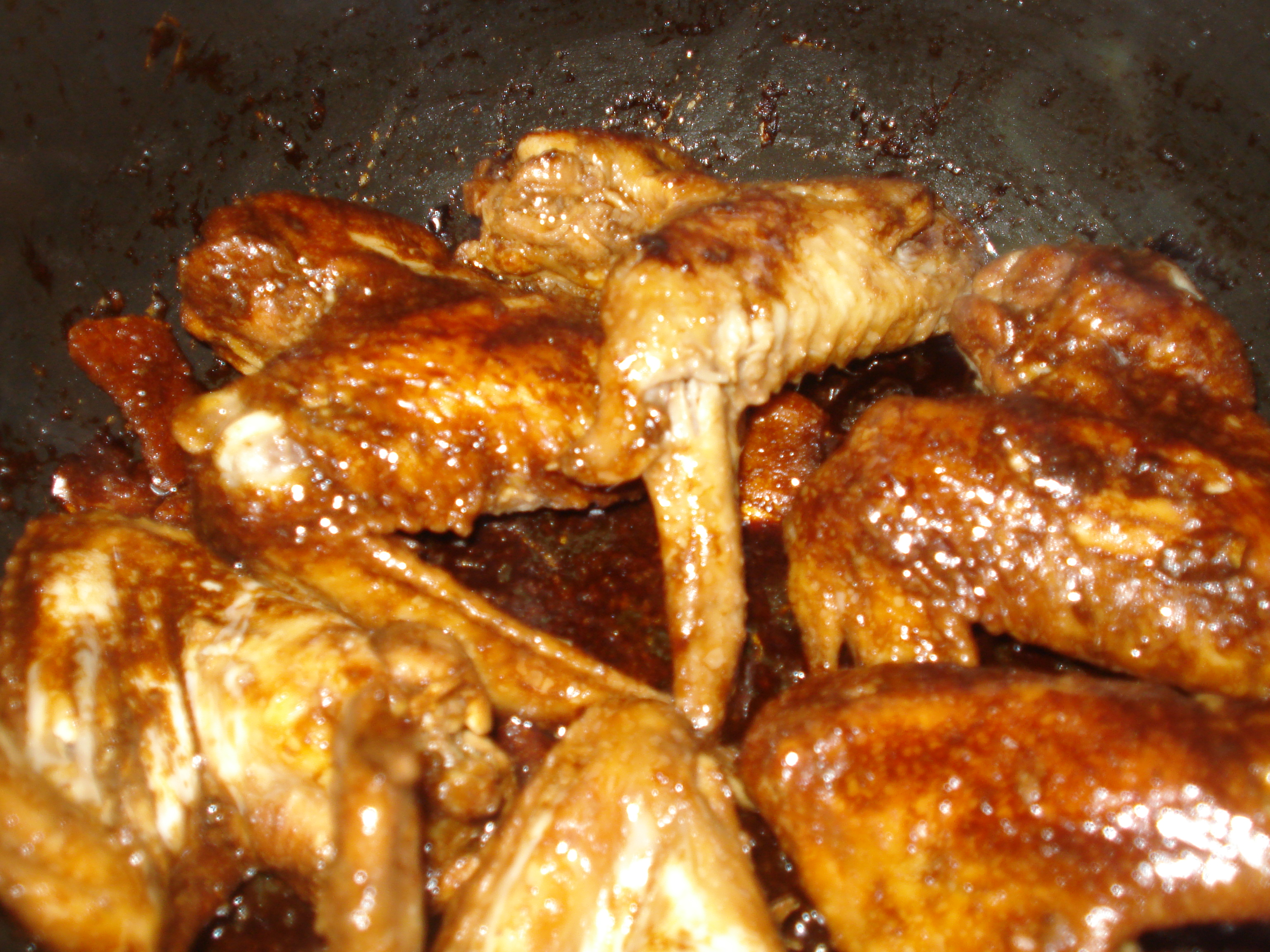
Philippinisches Hühnchen-Adobo

In  der philippinischen Küche bezeichnet man mit Adobo allgemein ein verbreitetes Kochverfahren.
Als im späten 16. Jahrhundert die Spanier den philippinischen Archipel kolonisierten, begegnete ihnen ein einheimisches Kochverfahren, bei dem Fleisch mit Essig geschmort wurde. Sie belegten dieses Verfahren mit dem Begriff „Adobo“, der mit der Zeit für alle auf diese Weise zubereiteten Gerichte verwendet wurde.
Durch den verallgemeinerten Begriff Adobo vermischen sich das Adobo-Gericht und das Kochverfahren der philippinischen Küche mit dem generellen Ausdruck „Adobo“, der in der spanischen Küche zu finden ist. Beide beschreiben jedoch verschiedene Dinge mit unterschiedlichen kulturellen Wurzeln. Während das philippinische Adobo als ein im spanischen Sinne mariniertes Gericht angesehen werden kann, wird es im philippinischen Sprachgebrauch sehr viel spezifischer für bestimmte Gerichte verwendet.
In der Regel verwendet man für das philippinische Adobo Schweine- oder Hühnerfleisch oder eine Kombination von beiden. Daneben bieten sich auch Rindfleisch, Lamm oder Truthahn an. Die Fleischstücke werden langsam in einem Sud aus Sojasauce, Essig, gemahlenem Knoblauch, einem Lorbeerblatt und Pfeffer gekocht und zumeist im Ofen oder einer Pfanne braun und knusprig gebraten. Man kann zusätzlich Bohnen oder ähnliches Gemüse dazugeben. Als Beilage wird normalerweise Reis oder Pancit, eine Art gebratener Nudeln, gegessen.
Das Gericht Adobo war ursprünglich in den nördlichen Regionen der Philippinen beheimatet, wobei früher Hundefleisch eine wichtige Proteineinlage war. Es diente hier allgemein philippinischen Bergsteigern und Reisenden als Proviant und Wegzehrung. Seine relativ lange Haltbarkeit verdankt das Gericht seiner wichtigsten Zutat, dem Essig, der die Vermehrung von Bakterien hemmt.
Außerhalb des Hausgebrauchs hat sich Adobo zu einem kommerziellen Begriff entwickelt und wurde als Geschmacksaroma an andere Lebensmittel angepasst. Eine Reihe erfolgreicher lokaler philippinischer Snack-Produkte wird mit „Adobo-Geschmack“ vertrieben: Hierzu gehören Nüsse, Chips, Nudelsuppen und Mais-Cracker.
Das Gericht wird im Übrigen stark mit großen philippinischen Gemeinschaften, vor allem in Hawaii, in Verbindung gebracht.

## Zutaten
In Lateinamerika und auf den Philippinen ist das Rezept für Adobo relativ einfach und beinhaltet gerade eine Handvoll Zutaten. In einem schmackhaften Adobo sticht keines der Gewürze hervor, stattdessen ergibt sich der Geschmack aus der ausgewogenen Mischung der verschiedenen Zutaten. Die verbreitetste Variante ist das traditionelle Schweine-Adobo, gefolgt vom Hühnchen-Adobo, das allgemein als gesünder angesehen wird. Eine besondere Zubereitung findet man in Arequipa, der im Süden gelegenen, zweitgrößten Stadt Perus. Dort wird dieses Gericht aus „Chicha de Güiñapo“ (fermentiertem Maisbier), Ají Panca (Chilisorte aus der Region), Schweinefleisch und Zwiebeln zubereitet. Dieses Gericht wird typischerweise sonntags zum Frühstück serviert und zählt mit zu den berühmtesten Speisen des Landes.
Weiterhin kann ein Adobo-Gericht bei entsprechender Änderung der Grundrezeptur mit Rind, Lamm, Wildgeflügel wie Wachteln und Schnepfen, mit Wels, Okra, Auberginen, Bohnen oder Wasserspinat zubereitet werden. Dagegen unterscheidet sich ein Tintenfisch-Adobo (Adobong Pusit) gänzlich von dem traditionellen Adobo-Rezept. Während die meisten Adobo-Zubereitungen eine bräunliche Soße besitzen, wird Tintenfisch-Adobo mit einer tief violett-schwarzen Soße zubereitet, die dem aus Tintenfischen bestehenden spanischen Gericht Calamares en su tinta gleicht.